# Willa's Wild Life
Willa's Wild Life (también conocido como Willa y los Animales La vida salvaje de Willa en los Estados Unidos; renombrada en el Doblaje mexicano como La fauna de Fanny) es una serie de televisión canadiense-francesa creada por Dan Yaccarino y producida por Futurikon y Nelvana. La serie empezó a emitirse a las 9:00 p. m. ET/PT tiempo el 21 de agosto de 2008 Qubo en los Estados Unidos para América Latina. La serie fue estrenada en Discovery K!ds el 6 de julio de 2009 y fue descontinuada el 22 de julio de 2012.

## Personajes
Se clasifican en Humanos y Animales.

### Humanos
- Guillermina "Willa"/Fanny Keleghan tiene 10 años y es una buena niña pero a veces se equivoca. Sus frases frecuentes son: Ya lo sé, ya lo sé, Ups y Papá, necesito un abrazo.

- Señor/Peter Keleghan: El padre de Willa la encanta, pero no siente el mismo cariño por su refugio de fauna salvaje. Simplemente desearía que Willa se conformara con un hámster o un pez al igual que los demás niños. Sin embargo siendo un papá solo, siempre va más allá de lo habitual para complacer a su pequeña princesita.

- Dooley/Danny Es una persona absolutamente subordinada a Fanny. La acompaña siempre, haciendo cosas que nunca haría por sí mismo como enseñar a una morsa como se patine.

- Sara, Clara/Lara y Lara: Sara, Clara y Lara se encuentran en el tope de la pirámide social de la Escuela Elemental Huckleberry de cuarto grado. Naturalmente Willa lo daría todo para pertenecer a ese grupo tan exclusivo, ellas constantemente olvidan el nombre de Fanny y Danny.

- Sara es rubia y usa un atuendo todo rosado.

- Clara es pelirroja y usa un atuendo todo púrpura.

- Lara tiene cabello castaño y usa un atuendo todo amarillo.

Además ellas poseen un trío de poodles llamados Susu, KuKu y Lulu.
- Malena/Evelyn/Maribel: Malena se ha propuesto a fastidiar a Fanny desde que su elefante le pisó su bolsa de almuerzo. El hecho de que Fanny sea amable con todo el mundo hace que Malena continuamente trate de ponerla en evidencia. Fanny suele evitar a Malena hasta que está se pasa de la raya y se burla de sus animales, aunque a veces actúa como si fuera amiga de ella y posee una araña llamada Chispita.

### Los animales de Fanny
- Luca el Aligator: Luca se ha estado quejando desde que Fanny lo convenció de mudarse de su alcantarilla a debajo de su cama, un lugar oscuro y que siempre ha estado lleno de polvo.

- Camilo el camello: Camilo posee un excelente concepto de sí mismo. Después de todo, él tiene 2 jorobas y no una como la mayoría de dromedarios. Debido a que es un animal de toda clase anima a Willa a portarse como una señorita y no como una salvaje. Él lleva a Fanny al colegio.

- Julia la jirafa: Julia es el primer animal al que acude Fanny ya sea por un problema preocupante o excelentes noticias. Fanny ve a Julia como mamá sustituta que ofrece consejos y sabiduría y Julia ve a Willa como la pequeña jirafa que nunca tuvo.

- Olaf el oso: Olaf permanece generalmente en su hamaca. Cuando las cosas se ponen feas, el viejo y sabio oso gruñe y vuelve a dormirse para soñar con una colmena de miel.

- Carla la cangura: Carla es la amiga vanidosa de Fanny. Su bolso siempre está lleno de maquillaje, lápiz labial, espuma para pelo y todo aquello que hace que una joven canguro sea sexista y preciosa. A ella y a Willa siempre le encanta conversar sobre la ropa, los chicos (RM) y los abrigos de pieles que llevan puestos los conejitos.

- Los conejitos: Los conejitos están locos por Fanny, papá y todo los demás animales incluyendo a Luca a quien consideran un descerebrado. "Amor, amor, amor, beso, beso, beso!" gritan felices mientras saltan por toda la casa para multiplicarse. Son los animales más destructivos y locos de la casa. Son 285 conejitos y Luca los encuentra deliciosos.

- Tiny y Lou los elefantes: Tiny y Lou perdieron su trabajo al no soportar el estrés del circo. Fanny los condujo hasta su casa y los instaló cómodamente en el garaje, en dónde estos dos asustadizos elefantes insisten en dormir con la luz encendida, el mayor temor de Tiny son los payasos.

- Elio y Eddie las focas: Elio y Eddie son una pareja de focas que salieron del acuario de Brooklyn. Ellos son aficionados al teatro y se dice que su primeras vez en los escenarios fue para el estreno de Oliver y el pulpo.

- Matías la morsa: Matías siempre tiene una respuesta para todo. No importa si es necesario inventársela. Para Fanny él es un excéntrico abuelo con mucha sabiduría.

- Inky, Blinky y Bob los pingüinos: Inky, Blinky y Bob es el trío de pingüinos que residen en el refrigerador. Están tan compenetrados entre ellos que pueden finalizar las frases del resto a pesar de no saber a ciencia cierta de que están hablando. El trío están convencidos de que viven en un zoológico. Son tan despistados que creen que el nombre de Fanny es Gladys. Bob es el único pingüino que no puede hablar, pero hace sonidos de bocina.

## Reparto
| Personaje                         | Actor de voz original | Actor de doblaje                                 | Actor de doblaje                | Actor de doblaje              |
| Personaje                         | Actor de voz original | Doblaje original (DINT Doblajes Internacionales) | Redoblaje (SDI Media de México) | Doblaje (SDI Media de España) |
| --------------------------------- | --------------------- | ------------------------------------------------ | ------------------------------- | ----------------------------- |
| Guillermina "Willa"/ Fanny        | Jordan Todosey        | Miriam Aguilar                                   | Leyla Rangel                    | Nuria Marín Picó              |
| Padre de Willa / El papa de Fanny | Peter Keleghan        | Andrés Skoknic                                   | José Arenas                     | Héctor Cantolla               |
| Dooley / Danny                    | Mac Heywood           | Maximiliano Salgado                              | Alan García                     | Iván Muelas                   |
| Sara                              | Lauren Collins        | Carolina Villanueva                              | Karla Falcón                    | María del Mar Jorcano         |
| Clara                             | Julie Lemieux         | Belén Marín                                      | Alondra Hidalgo                 |                               |
| Lara                              | Bryn McAuley          | Ximena Marchant                                  | Karla Falcón                    | Anna Simon                    |
| Malena (Evelyn)                   | Lisa Norton           | Yaninna Quiroz                                   | Elsa Covián                     | Inés Blázquez                 |
| Luca, el cocodrilo (Gus)          | Danny Wells           | Alexis Quiroz                                    | Jesse Conde                     | Héctor Cantolla               |
| Olaf, el oso                      | Dwayne Hill           | Mario Olguín                                     | Bruno Coronel                   |                               |
| Inky, el pingüino                 | Dwayne Hill           | Rodrigo Contreras                                | Luis Alfonso Mendoza            | Adolfo Moreno                 |
| Linky, el pingüino                | Jay T. Schramek       | Rodrigo Saavedra                                 | Óscar Flores                    | Pedro Tena                    |
| Bob, el pingüino                  | ¿?                    | René Pinochet                                    | Javier Rivero                   | Cecilia Airol                 |
| Carla, la canguro                 | Katie Bergin          | Jessica Toledo                                   | Laura Torres                    |                               |
| Marcos, la morsa                  | Dwayne Hill           | Maureen Herman                                   | José Luis Orozco                |                               |
| Camilo, el camello                | Dennis Fitzgerald     | Matías Fajardo                                   | Martín Soto                     |                               |

### Voces adicionales
Chile
- Yaninna Quiroz - Profesora de Danza
- Karla Carrizo
- Gabriela Céspedes
- Vanesa Silva

México
- Sergio Gutiérrez Coto
- Lupital Leal
- Carlos Íñigo
- Rubén Trujilo
- Christian Strempler
- Jocelyn Robles
- Gerardo Vásquez
- Alfredo Leal
- Carlos Segundo
- Ricardo Tejedo

## Datos extras
- Fanny no tiene una madre.
- Normalmente, ninguno de los animales de Willa es doméstico, a excepción de los conejos quienes ella adoptó antes de tener a los otros animales no domésticos.
- Ha sido una serie corta y rápidamente descontinuada, debido a que al creador Dan Yaccarino le costó mucho trabajo en crear más temporadas y episodios siendo 4 temporadas y 140 episodios, empezando a transmitirse en Cartoon Network del 21 de agosto de 2008 y terminando el 28 de diciembre del 2014 en los Estados Unidos y en Latinoamérica por Discovery Kids del 6 de julio de 2009 al 30 de diciembre de 2015 (incluyendo cortos basados en la serie, películas basadas en la serie y especiales festivos en la serie) aunque la serie dejó de transmitirse el 22 de julio de 2012 en Discovery Kids para que pudiera transmitirse en Disney Junior del 22 de julio de 2012 hasta el 30 de diciembre de 2015 de lunes a viernes a las 11:00AM y 7:30PM de marzo a octubre y a las 12:30PM y 8:30PM de noviembre a febrero y los fines de semana a las 10:30AM y 9:30PM de noviembre a febrero y de marzo a octubre a las 8:30PM y del 27 de febrero del 2016 hasta el 11 de abril de 2020 en Semillitas, un canal del Grupo "Somos TV" de lunes a viernes a las 6:30PM y los fines de semana a las 2:30PM, pero no hubo oportunidad de transmitirse en esos canales después de haberse transmitido en Discovery kids del 6 de julio de 2009 hasta el 22 de julio de 2012.
- La serie no tuvo unas secuelas tituladas "Las mascotas de Willa", "Las aventuras de Willa y sus amigos", "Un paseo en monorriel con Willa y sus amigos", "La pandilla de Willa", "El club de Willa", etc., basadas en la serie, pero con los mismos personajes humanos de la serie y nuevos personajes en seres humanos dejando los conejos y eliminando los animales salvajes de Willa con los mismos géneros: Animación, fantasía, aventura, comedia, musical, etc. para transmitirse en Semillitas, Discovery Kids y Disney Junior en Latinoamérica.
- La serie podría empezar a transmitirse en Semillitas lo más pronto posible el 29 de enero de 2024 hasta la actualidad.

## Fecha de hora de la red
Willa y los animales empezó a transmitirse a las 9:00 pm. m. ET/PT tiempo el 21 de agosto de 2008 en Qubo en los Estados Unidos,
mientras que en América Latina su producción fue iniciada el 6 de julio de 2009 para  Discovery Kids (siendo descontinuada posteriormente el 22 de julio de 2012).